# Tawny Cypress
Tawny Cypress, née le 8 août 1976 à Point Pleasant (New Jersey, États-Unis) est une actrice américaine.

## Biographie
Elle étudia dans trois universités différentes : l'université de Boston, le Westminster Choir College et l'université Rutgers. On peut également noter qu'elle était une ancienne étudiante du Barbara Marchant and The William Esper Studio dans la ville de New York.
En 2000, elle épousa Bill Charles avec qui elle eut un enfant mais elle divorça 4 ans plus tard, en 2004.
Elle commença sa carrière d'actrice de cinéma en 1999, dans le film Stalker Guilt Syndrome et plus tard, elle apparut dans de nombreuses séries et feuilletons télévisés comme New York Police Blues, 100 Centre Street, New York, section criminelle, La Force du destin, New York 911, Jonny Zéro avant d'interpréter un rôle plus notable dans le feuilleton Heroes où elle joue Simone Deveaux.

## Vie privée
Elle est la sœur de Toby Cypress, un artiste de bandes dessinées.

## Filmographie

### Cinéma
- 1999 : Stalker Guilt Syndrome
- 2000 : Un automne à New York
- 2006 : World Trade Center
- 2006 : Bella
- 2010 : L'Élite de Brooklyn (Brooklyn's Finest)
- 2011 : Remains

### Télévision
- 2000 : New York Police Blues (série télévisée)
- 2002 : Au cœur du temps
- 2002 : 100 Centre Street
- 2002 : Le Justicier de l'ombre (Hack)
- 2003 : New York, section criminelle (Law & Order: Criminal Intent) (série télévisée)
- 2003 : La Force du destin (All my Children).... Prof. Shambala Stevens
- 2003 : New York 911 (série télévisée)
- 2005 : Jonny Zéro (Jonny Zero)
- 2005 : Stella
- 2006 : Love Monkey
- 2006 : Heroes (série télévisée).... Simone Deveaux
- 2007 : K-Ville (série télévisée).... Ginger 'Love Tap' LeBeau
- 2013 : Unforgettable (série télévisée) Cherie Rollins-Murray
- 2013 : House of Cards (série télévisée) Carly Heath
- 2015 : Supergirl (série télévisée) : Senateur Crane
- 2016 : The Blacklist (série télévisée)[1] : Nez Rowan
- 2021-...: Yellowjackets (série télévisée): Taissa Turner adulte